# قائمة الاختراعات والاكتشافات البنغلاديشية
الاختراعات والاكتشافات البنغلاديشية هي أشياء أو عمليات أو تقنيات تم اختراعها أو ابتكارها أو اكتشافها, والتي تدين بوجودها جزئياً أو كلياً إلى شخص ولد في بنغلاديش, أو مواطن من بنغلاديش, أو شركة أو منظمة مقرها في بنغلاديش. غالبًا ما تسمى الأشياء المكتشفة لأول مرة اختراعات وفي كثير من الحالات لا يوجد خط واضح بين الاثنين.

## الاختراعات والتحسينات
فيما يلي قائمة بالاختراعات أو الابتكارات أو الاكتشافات المعروفة أو المعترف بها عمومًا على أنها بنغلاديشية.

### الاتصالات
قام جاجاديش تشاندرا بوس ببناء أحد أول هوائيات البوق أو بوق الميكروويف في عام 1897
كاشف الكريستال بواسطة جاجاديش تشاندرا بوس. تم استخدام البلورات لأول مرة ككاشفات موجات الراديو في عام 1894 بواسطة بوس في تجاربه في الميكروويف. حصلت بوس على براءة اختراع لأول مرة للكشف عن الكريستال في عام 1901.

## العلم والطب
اخترع السير جاجاديش شاندرا بوس الكريسكوجراف في أوائل القرن العشرين

## حياة أليفة
نشأت الموصلي من بنغلاديش